# Леандро Рінаудо
Леандро Рінаудо (італ. Leandro Rinaudo, нар. 9 травня 1983, Палермо) — італійський футболіст, захисник клубу «Наполі».

## Ігрова кар'єра
Народився 9 травня 1983 року в місті Палермо. Вихованець футбольної школи клубу «Палермо», після якої 2001 року потрапив до структури клубу.
У дорослому футболі дебютував 2002 року виступами за «Варезе», в яке перейшов на правах оренди на один сезон. Проте, взявши участь лише у 7 матчах чемпіонату, Рінаудо повернувся до «Палермо». 
Згодом з 2003 по 2007 рік грав на правах оренди у складі «Салернітани» та «Чезени», і лише у сезоні 2005–06 років, він вперше зіграв за рідний клуб «Палермо», провівши за сезон 17 матчів і дебютував у єврокубках та Серії А. Через високу конкуренцію по завершенню сезону Рінаудо було віддано на правах оренди на рік до «Сієни».
Влітку 2007 року Леандро повернувся до «Палермо», де провів протягом сезону 25 матчів і забив два голи.
Своєю грою привернув увагу представників тренерського штабу «Наполі», до складу якого приєднався 4 червня 2008 року. Відіграв за неаполітанську команду наступні два сезони своєї ігрової кар'єри, після чого протягом сезону 2010—11 років захищав кольори «Ювентуса», але отримав травму і більшу частину оренди лікувався і влітку 2011 року повернувся до Неаполя.
З січня по липень 2012 року захищав на правах оренди кольори «Новари», але не зміг допомогти команда зберегти прописку в Серії А, після чого знову повернувся в «Наполі», де не отримав ігрової практики через високу конкуренцію в команді.

## Статистика виступів

### Статистика клубних виступів
| Сезон               | Команда             | Чемпіонат           | Чемпіонат | Чемпіонат | Національний кубок | Національний кубок | Національний кубок | Єврокубки | Єврокубки | Єврокубки | Інші змагання | Інші змагання | Інші змагання | Усього | Усього |
| Сезон               | Команда             | Ліга                | Ігор      | Голів     | Ліга               | Ігор               | Голів              | Ліга      | Ігор      | Голів     | Ліга          | Ігор          | Голів         | Ігор   | Голів  |
| ------------------- | ------------------- | ------------------- | --------- | --------- | ------------------ | ------------------ | ------------------ | --------- | --------- | --------- | ------------- | ------------- | ------------- | ------ | ------ |
| 2001–02             | «Палермо»           | B                   | 0         | 0         | КІ                 | 0                  | 0                  | -         | -         | -         | -             | -             | -             | 0      | 0      |
| 2002–03             | «Варезе»            | C1                  | 7         | 0         | КІ-C               | 0                  | 0                  | -         | -         | -         | -             | -             | -             | 7      | 0      |
| 2003–04             | «Салернітана»       | B                   | 24        | 0         | КІ                 | 1                  | 0                  | -         | -         | -         | -             | -             | -             | 25     | 0      |
| 2004–05             | «Чезена»            | B                   | 36        | 1         | КІ                 | 1                  | 0                  | -         | -         | -         | -             | -             | -             | 37     | 1      |
| 2005–06             | «Палермо»           | A                   | 10        | 0         | КІ                 | 2                  | 0                  | КУЄФА     | 5         | 2         | -             | -             | -             | 17     | 2      |
| 2006–07             | «Сієна»             | A                   | 27        | 1         | КІ                 | 0                  | 0                  | -         | -         | -         | -             | -             | -             | 27     | 1      |
| 2007–08             | «Палермо»           | A                   | 22        | 2         | КІ                 | 2                  | 0                  | КУЄФА     | 1         | 0         | -             | -             | -             | 25     | 2      |
| Усього за «Палермо» | Усього за «Палермо» | Усього за «Палермо» | 32        | 2         |                    | 4                  | 0                  |           | 6         | 2         |               |               |               | 42     | 4      |
| 2008–09             | «Наполі»            | A                   | 17        | 0         | КІ                 | 1                  | 0                  | I+КУЄФА   | 1+3       | 0+2       | -             | -             | -             | 22     | 2      |
| 2009–10             | «Наполі»            | A                   | 20        | 1         | КІ                 | 2                  | 0                  | -         | -         | -         | -             | -             | -             | 22     | 1      |
| 2010–11             | «Ювентус»           | A                   | 1         | 0         | КІ                 | 0                  | 0                  | ЛЄ        | 0         | 0         | -             | -             | -             | 1      | 0      |
| 2011-12             | «Наполі»            | A                   | 0         | 0         | КІ                 | 0                  | 0                  | ЛЧ        | 0         | 0         | -             | -             | -             | 0      | 0      |
| 2011-12             | «Новара»            | A                   | 5         | 0         | КІ                 | 0                  | 0                  | -         | -         | -         | -             | -             | -             | 5      | 0      |
| 2012–13             | «Наполі»            | A                   | 0         | 0         | КІ                 | 0                  | 0                  | ЛЄ        | -         | -         | -             | -             | -             | 0      | 0      |
| Усього за «Наполі»  | Усього за «Наполі»  | Усього за «Наполі»  | 37        | 1         |                    | 3                  | 0                  |           | 4         | 2         |               |               |               | 44     | 3      |
| Усього за кар'єру   | Усього за кар'єру   | Усього за кар'єру   | 169       | 5         |                    | 9                  | 0                  |           | 10        | 4         |               | -             | -             | 188    | 9      |